# فن تفاعلي

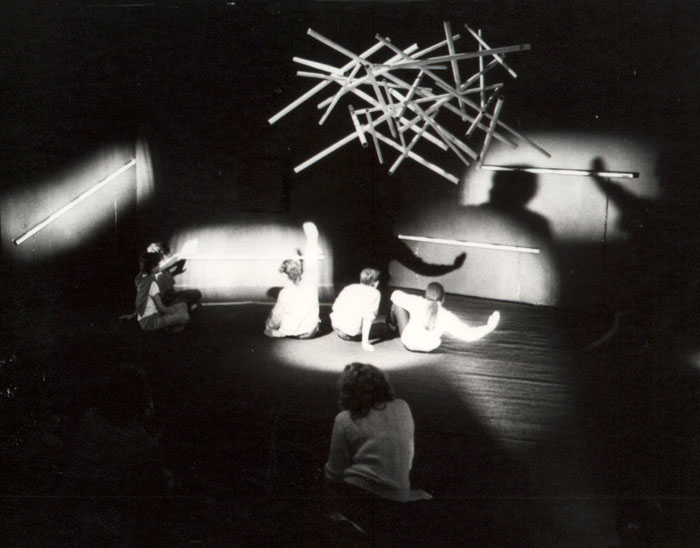
غرفة الموسيقى (1983)، جان - روبرت سيدانو وسوليفيغ دي مونبلييه (فرنسا)

الفن التفاعلي (بالإنجليزية: Interactive art) هو شكل من أشكال الفن الذي يشارك فيه المشاهد بطريقة تحقق الهدف والغرض من هذا الفن. بعض التركيبات الفنية التفاعلية تحقق ذلك من خلال السماح للمشاهد أو الزائر «بالسير» في كل إتجاه؛ والبعض الآخر يطلب من الفنان أو المشاهد أن يصبح جزءا من العمل الفني.
وغالبا ما تحتوي الأعمال من هذا النوع من الفنون على أجهزة حواسيب، وواجهات، وأجهزة استشعار للاستجابة للحركة، والحرارة، والتغيرات المناخية، وغيرها من أنواع المدخلات التي برمجها صانعو هذه الأعمال للاستجابة لها. معظم الأمثلة على فن الإنترنت الافتراضي، والفن الإلكتروني هي الأكثر تفاعلية. في بعض الأحيان، يستطيع الزوار التنقل عبر بيئة نص تشعبي؛ تقبل بعض الأعمال مدخلات نصية أو مرئية من الخارج؛ وفي بعض الأحيان يمكن للجمهور التأثير على مسار الأداء أو حتى المشاركة فيه. وتعتبر بعض الأعمال الفنية التفاعلية الأخرى غامرة، حيث تشمل نوعية التفاعل جميع أنواع المحفزات المحيطة. إن بيئات الواقع الافتراضية مثل أعمال موريس بنايون وجيفري شو تتسم بانها تفاعلية للغاية حيث يتفاعل المشاهدون معها، موريس بنايون يسميهم «الزوار»، ويطلقها ميروسلاف روغالا على المستخدمين، ويسميهم شار ديفيز«المتفاعلون مع كل مجالات إدراكهم».
على الرغم من أن بعض الأمثلة الأولى للفن التفاعلي يعود تاريخها إلى العشرينات من القرن الماضي، إلا أن معظم الفن الرقمي لم يتمكن من الدخول الرسمي إلى عالم الفن حتى أواخر التسعينيات. منذ بداية هذا التاريخ، أصبحت متاحف وأماكن لا تحصى تستوعب على نحو متزايد الفن الرقمي التفاعلي في إنتاجها. هذا النوع الناشئ من الفن مستمر في النمو والتطور بطريقة سريعة نوعا ما من خلال الثقافة الاجتماعية الفرعية للإنترنت، وكذلك من خلال منشآت حضرية واسعة النطاق. 

النفق تحت المحيط الأطلسي (1995)، موريس بنايون، تركيب الواقع الافتراضي التفاعلي: رابط بين باريس ومونتريال

## التفاعل في الفن
الفن التفاعلي هو نوع من الفن يشارك فيه المشاهدون بطريقة ما، من خلال تقديم مساهمة لتحديد النتيجة. على عكس الأشكال الفنية التقليدية التي يكون فيها تفاعل المشاهد مجرد حدث عقلي، التفاعل يسمح بأنواع مختلفة من التنقل، التجمع والمساهمة في عمل فني، والذي يتجاوز بكثير النشاط النفسي البحت. التفاعل كوسيلة ينتج معنى.
إن التجهيزات الفنية التفاعلية تعتمد عموما على الحاسوب، وكثيرا ما تعتمد على أجهزة الاستشعار التي تقيس أشياء مثل درجة الحرارة، الحركة، القرب، وغير ذلك من الظواهر الجوية التي برمجها الصانع لاستخراج الاستجابات، استنادا إلى تحركات المشاركين. في الأعمال الفنية التفاعلية، يعمل كل من الجمهور والآلة معا في حوار من أجل إنتاج عمل فني فريد تماما. ولكن ليس كل المشاهدين يتصورون نفس الصورة. لأنه فن تفاعلي، يقوم كل مشاهد بتفسيره الخاص لهذا العمل الفني، وقد يكون مختلفا تماما عن آراء مشاهد آخر.

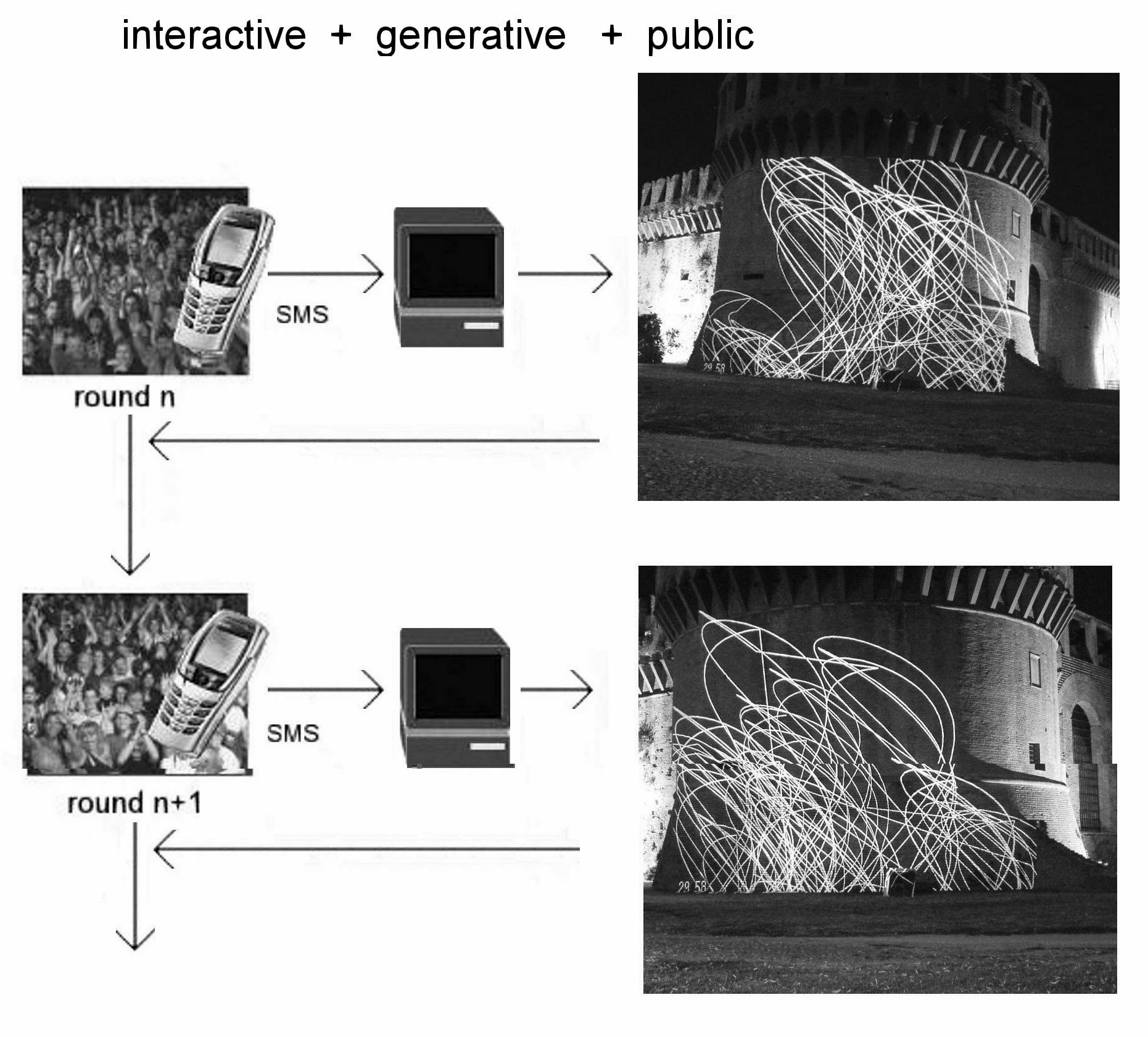
ماوريتسيو بولونيني، سلسلة آلات الاستخبارات الجماعية، من عام 2000: المنشآت التفاعلية باستخدام شبكة الهاتف المحمول وتكنولوجيات المشاركة المستمدة من الديمقراطية الإلكترونية.

يمكن التمييز بين الفن التفاعلي والفن التوليدي بحيث يشكل حوارا بين العمل الفني والمشارك؛ وعلى وجه التحديد، لدى المشارك قدرة، حتى بطريقة غير مقصودة، على التصرف في العمل الفني، كما أنه مدعو إلى ذلك في سياق القطعة، أي أن العمل يتيح التفاعل. وفي كثير من الأحيان، يمكننا أن نعتبر أن العمل يأخذ مشاهده في الحسبان. وفي عدد متزايد من الحالات، يمكن تعريف المنشأة بأنها بيئة متجاوبة، لا سيما تلك التي أنشأها المعماريون والمصممون. وعلى النقيض من ذلك، يميل الفن التوليدي، الذي قد يكون تفاعليا، ولكنه لا يستجيب في حد ذاته، إلى أن يكون منفردا - وقد يتغير أو يتطور في حضور المشاهد، ولكن قد لا تتم دعوة المشاهد إلى المشاركة في العمل الفني، ولكنه يستمتع به فحسب.

## تاريخ
وطبقاً للفنان والمنظر الإعلامي الجديد، موريس بنايون فإن أول قطعة فنية تفاعلية لابد وأن تكون العمل الذي قام به بارهايسوس أثناء مسابقته الفنية مع زوكسيس، والذي وصفه بليني في القرن الخامس قبل الميلاد عندما حاول زوكسيس الكشف عن الستار. يأخذ العمل معناه من ايماءة زيوكسيس ولن يكون له وجود بدونه. فأصبح زوكسيس، بإيماءة، جزءاً من عمل بارهاسيوس. وهذا يظهر أن خصوصية الفن التفاعلي تكمن في كثير من الأحيان في استخدام الحواسيب أقل من كونها في نوعية «المواقف» المقترحة ومشاركة «الآخر» في عملية زيادة الإثارة. ومع ذلك، فقد جعلت أجهزة الكمبيوتر والحوسبة في الوقت الحقيقي المهمة أسهل وفتحت مجال المحاكاة الافتراضية - الظهور المحتمل للمستقبل غير المتوقع - أمام الفنون المعاصرة.

بعض أوائل الأمثلة للفن التفاعلي تم إنشاؤها في بداية العشرينات. مثال على ذلك قطعة مارسيل دوشامب التي تسمى ألواح الزجاج الدوارة. يتطلب العمل الفني من العارض تشغيل الجهاز والوقوف على مسافة متر واحد ليرى وهما بصريًا.

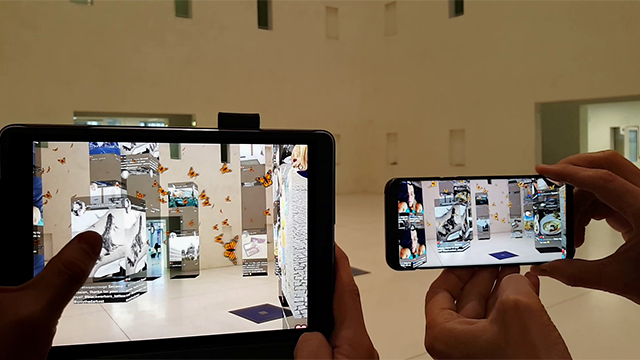
10000 مدينة متحركة (2018)، مارك لي، لعبة واقعية متعددة اللاعبين، تركيب فني.

بدأت الفكرة الحالية للفن التفاعلي تزدهر أكثر في الستينات لأسباب سياسية جزئيا. في ذلك الوقت، وجد العديد من الناس أنه من غير اللائق بالنسبة للفنانين أن يحملوا القوة الإبداعية الوحيدة في أعمالهم. وكان الفنانون الذين كانوا يتمتعون بهذه الرؤية يريدون منح الجمهور الجزء الخاص بهم من هذه العملية الإبداعية. يوجد مثال مبكر في أوائل الستينات «تغيير اللوحات» لروي أسكوت، الذي كتب عنه فرانك بوبر: «كان أسكوت من أوائل الفنانين الذين يوجهون نداء للمشاركة الكاملة للمشاهدين» وبعيداً عن وجهة النظر «السياسية»، كان من الحكمة الحالية أيضاً أن التفاعل والمشاركة كان لهم دور إيجابي في إطار العملية الإبداعية.
في السبعينات، بدأ الفنانون باستخدام تكنولوجيا جديدة مثل الفيديو والأقمار الاصطناعية لتجربة العروض الحية والتفاعلات من خلال البث المباشر للفيديو والصوت.

أصبح الفن التفاعلي ظاهرة كبيرة بسبب ظهور التفاعل على الحاسوب في التسعينيات. إلى جانب ذلك جاء نوع جديد من الخبرة الفنية. أصبح بإمكان الجمهور والآلة الآن العمل معا بسهولة أكثر في الحوار من أجل إنتاج عمل فني فريد لكل جمهور. في أواخر التسعينات، بدأت المتاحف وصالات العرض تدمج بشكل متزايد الشكل الفني في عروضها، حتى أن بعضها خصص لها معارض كاملة. هذا ما يزال مستمرا حتى يومنا هذا، ولا يزال يتوسع إلا بسبب زيادة الاتصالات عبر وسائل الإعلام الرقمية. 

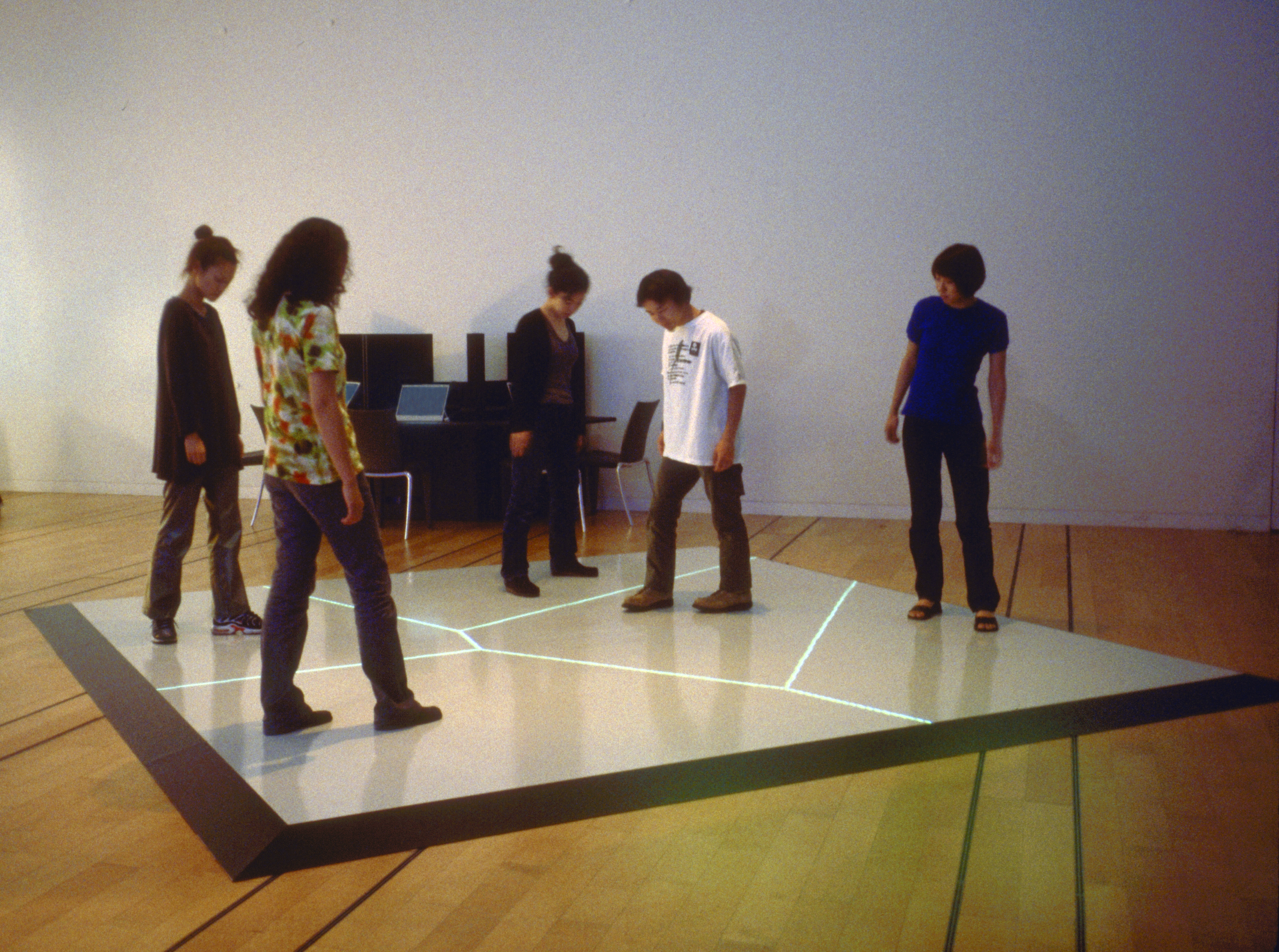
مهام الحدود (1998) عرض الأرض التفاعلي بواسطة سكوت سنيبي في مركز NTT للاتصالات في طوكيو.

وقد تم إنشاء نظام مختلط ناشئ يعتمد على المصالح المشتركة لفنانين ومهندسين معماريين معينين في السنوات العشر أو الخمس عشرة الأخيرة. فقد أصبحت الحدود التأديبية غير واضحة، وانضم عدد كبير من المهندسين المعماريين والمصممين المتفاعلين إلى الفنانين الالكترونيين في إنشاء واجهات جديدة مصممة خصيصا، وتطورات في تقنيات الحصول على مدخلات المستخدم (مثل رؤية الكلاب، وأجهزة استشعار بديلة، وتحليل الصوت، وما إلى ذلك)؛ النماذج والأدوات لعرض المعلومات (مثل عرض الفيديو، والليزر، والمشغلات الآلية، وميكاترونيك المحركات، والإضاءة التي تعمل بمصابيح LED، وما إلى ذلك)؛ وأساليب الاتصال بين الإنسان والآلة (من خلال شبكة الإنترنت وغيرها من شبكات الاتصالات)؛ وتطوير السياقات الاجتماعية للأنظمة التفاعلية (مثل الأدوات القائمة على المنفعة، والتجارب الرسمية، والألعاب والترفيه، والنقد الاجتماعي، والتحرير السياسي).

## أشكال
هناك العديد من الأشكال المختلفة للفن التفاعلي. وتتراوح هذه الأشكال بين الرقص التفاعلي، والموسيقى، وحتى الدراما. وقد مكنت التكنولوجيا الجديدة، ولا سيما نظم الحاسوب وتكنولوجيا الحاسوب، فئة جديدة من الفن التفاعلي. ومن الأمثلة على هذا الفن التفاعلي فن التركيب، والهندسة المعمارية التفاعلية، والأفلام التفاعلية، وسرد القصص التفاعلي.

## تأثير
إن التأثير الجمالي للفن التفاعلي أعمق من المتوقع.
ورأى مؤيدو الفن المعاصر «التقليدي»، في استخدام الحواسيب، وسيلة لموازنة أوجه القصور الفنية، ويرى البعض الآخر أن الفن لم يعد في انجاز الشكل الرسمي للعمل، بل في تصميم القواعد التي تحدد تطور الشكل وفقا لجودة الحوار.

## الأحداث والأماكن
هناك عدد من المهرجانات والمعارض العالمية المهمة للفنون التفاعلية والإعلامية. جائزة آرس إليكترونيكا هي مسابقة ومعرض سنوي كبير، يعطي جوائز لأمثلة بارزة للفن التفاعلي (القائم على التكنولوجيا). وهي مجموعة الاهتمامات الخاصة في مجال الرسومات (SIGRAPH) التابعة لرابطة آلات الحوسبة، مهرجان الفنون الإلكترونية الهولندية الصم، ألمانيا ترانسميديل، مهرجان اللغة الإلكترونية الدولي البرازيل، ومهرجان آف فايسلاند إنجلترا، من بين غيرها.
CAiiA، مركز الدراسات المتقدمة في الفنون التفاعلية، الذي أنشأه في البداية روي أسكوت في عام 1994 في جامعة ويلز، نيوبورت، ثم في عام 2003 في كلية كوكبية، كان أول مركز لأبحاث الدكتوراه وما بعد الدكتوراه يتم إنشاؤه خصيصاً للبحوث في مجال الفن التفاعلي.
وقد تم الآن تركيب هندسة معمارية تفاعلية في عدد من المدن العالمية كجزء من واجهات المباني، في الروافد، المتاحف، والأماكن العامة الواسعة النطاق، بما فيها المطارات. وكان عدد من المتاحف الرائدة، مثل المعرض الوطني، وتيت، ومتحف فيكتوريا وألبرت، ومتحف العلوم في لندن (على سبيل المثال المتاحف الرائدة في المملكة المتحدة النشطة في هذا المجال) من أوائل المتبنين في مجال التكنولوجيات التفاعلية، والاستثمار في الموارد التعليمية، وبشكل أكثر مرارة، في الاستخدام الإبداعي لمشغلات ام بي 3 للزوار. وفي عام 2004، كلف متحف فكتوريا وألبرت المديرة والكاتبة لوسي بوليفانت بكتابة «بيئات الاستجابة» (2006)، وهي أول نشرة من نوعها.

## أدوات
- الأسلاك، أول منصة إلكترونية مفتوحة المصدر تتكون من لغة برمجة، بيئة تنمية متكاملة، ووحدة تحكم صغيرة أحادية اللوحة. وقد تم تطويرها في عام 2003 بواسطة هيرناندو باراغان وتم تعميمها تحت اسم ارديوينو.
- مجموعة أدوات الحوسبة الفيزيائية الأردوينو/الإلكترونيات للأجسام والتركيبات التفاعلية.
- لغة برمجة الحد الأقصى/MSP للوسائط التفاعلية.
- المعالجة (لغة البرمجة) المستخدمة في العديد من المشاريع الفنية التفاعلية.